# アナイアレイション -全滅領域-
『アナイアレイション -全滅領域-』（Annihilation）は、2018年に公開されたアメリカ合衆国とイギリスの合作によるSF映画である。監督と脚本はアレックス・ガーランド、主演はナタリー・ポートマンが務めた。本作はジェフ・ヴァンダミアが2014年に発表した小説『全滅領域』を原作としており、エリアXと呼ばれる謎の空間の調査に向かい、様々な理解不能な事象と危険に見舞われる女性だけの調査隊を描いている。

## ストーリー
軍を退役後、生物学教授として大学で教鞭をとるレナのもとに、1年前極秘任務に赴いたまま行方不明だった夫ケインか突然現れる。しかし彼は様子がおかしく記憶が曖昧になっており、その後容態を崩すが病院へ搬送される途中でレナとともにいきなり現れた特集部隊によって拘束され、ある研究施設に連れていかれる。
レナは心理学者のヴェントレスから、ケインが危篤状態であると告げられ、そのケインが施設の外に広がる「シマー」と呼ばれるエリアからの唯一の生存者であることを知らされる。ヴェントレスが物理学者のジョージー・ラデク、人類学者のキャス・シェパード、救急医療隊員のアーニャ・ソレンセンを率いてシマーを調査することを知ったレナは、この探検隊についてゆくことを自ら志願する。レナは隊のメンバーには、志望動機が個人的な理由であること、つまり自分の夫がシマーからの唯一の生存者であることを隠す決意をする。
外から見るシマーは、森全体が異様な虹色に包まれているように見える。調査隊がシマーの内部へと足を踏み入れた直後、全員の記憶が飛ぶ現象に見舞われた。キャンプは既に設置されており、食料の減り具合から数日間が経過していることが判明する。その後、一つの茎から複数の花が咲いている奇妙な植物を沼地で見つけたり、襲ってきたワニの歯の構造が他の生物の特徴を備えていることから、レナは、シマーでは生物に何らかの変異が発生していると推測する。
調査隊は放棄された施設にたどり着き、そこで過去の調査隊の痕跡を発見する。「次の調査隊へ」と記されたメモリーカードには、ケインが他の隊員の腹を切り裂き、内部で得体の知れないものが蠢いている映像が記録されていた。そしてその施設内の水の枯れたプールでは、腹を切り裂かれた隊員が植物と同化したような変わり果てた姿で朽ちているのを発見し、得体の知れないシマー内の出来事に隊員たちはひどく動揺する。その夜レナは、ケインが任務に就いたことについて、生物学者と心理学者としての立場でヴェントレスと話し合おうとするが、その最中で何ものかが施設のフェンスを破壊し、シェパードを連れ去ってしまう。
4人となった調査隊は灯台を目指し、その途中で連れ去られたシェパードの痕跡を見つける。レナは一人でそれを追うが、シェパードは無残にも殺されていた。その後一向は、かつて村だった場所にたどり着き、人の形をした植物を見つける。自然界ではありえないこれらの現象について、レナとラデクは、シマーの中ではDNAを含むあらゆる情報がプリズム効果で歪められてしまい、それが一連の生物の変異や通信妨害などに影響している事を突き止める。
その夜、村でキャンプをしていたレナ、ヴェントレス、ラデクの三人を、ソレンセンが椅子に縛りつけ襲いかからんとする。ソレンセンは施設で発見した映像やシェパードが襲われたショックに続き、レナのロケットにビデオで腹を裂いた隊員であるケインを発見したことから、錯乱に陥っていた。ソレンセンはレナの腹を裂こうとするが、助けを求めるシェパードの声を耳にして外に飛び出す。しかし、その声はシェパードを殺した熊に似た生物が発していたもので、ソレンセンは惨殺されてしまう。怪物は次に、身動きが取れないレナに襲いかかるが、ラデクに頭を撃ち抜かれて死亡する。ヴェントレスは、ソレンセンのように自分を失ってしまう前に任務を果たすため、一人で灯台に向かう。翌朝、肌の一部が植物化していたラデクはレナの前から姿を消してしまう。
一人になったレナは灯台にたどり着き、内部に残されていたビデオカメラを発見する。その中の映像には「シマーから出たらレナを探せ」と告げて白リン弾で自爆するケインと、それを眺めるもう一人のケインが映っていた。レナが灯台内の穴から地下へ降りると、異質な鍾乳洞のような状態になったその場所に、ヴェントレスがいた。ヴェントレスは、シマーの現象は世界中に広がり、今あるものの全てを滅ぼすだろうと語ると、炎のようなものを吐き出しながら消滅してしまう。ヴェントレスから出てきたものは、レナの血液を取り込んで急激に細胞分裂を繰り返し、人型の生物へと変貌する。人型の生物はレナの動きを模倣しながら、灯台から脱出しようとするレナをすさまじい力で阻止してくるが、まだ模倣能力しかないとわかったレナは、白リン弾を使って一瞬の隙を作り脱出する。白リン弾によって灯台は炎に包まれて崩れ落ち、シマーは消滅する。
シマーからの脱出後、レナはサザンリーチの施設で尋問を受けていた。様々な尋問に答えたのちにレナはケインと対面する。危篤状態であったケインはシマーの消滅とともに回復したというが、「あなたはケインではないのか？」というレナの問いに対して？

## キャスト
※括弧内は日本語吹替
- レナ - ナタリー・ポートマン（坂本真綾）： 生物学者
- ヴェントレス博士 - ジェニファー・ジェイソン・リー（藤本喜久子）： 心理学者
- アニャ・ソレンセン - ジーナ・ロドリゲス（宮澤はるな）： 救急医療隊員
- ジョシー・ラデック - テッサ・トンプソン（木下紗華）： 物理学者
- キャス・シェパード - ツヴァ・ノヴォトニー（英語版）（七緒はるひ）： 人類学者
- ケイン - オスカー・アイザック（小松史法）： レナの夫
- ロマックス - ベネディクト・ウォン（板取政明）
- ケイティ - ソノヤ・ミズノ： 医学生
- ダニエル - デヴィッド・ジャーシー

## 製作
2013年3月26日、パラマウント映画とスコット・ルーディン・プロダクションズがジェフ・ヴァンダミアのサザン・リーチ三部作の映画化権を購入したと発表した。2014年10月31日、パラマウントが本作の監督にアレックス・ガーランドを起用し、脚色も彼に任せることになったとの報道があった。2015年5月7日、ナタリー・ポートマンに出演オファーが出ていると報じられた。
製作サイドはジュリアン・ムーアとティルダ・スウィントンの起用を望んでいたが、それは叶わなかった。11月、ジーナ・ロドリゲスの出演が決まった。2016年1月4日、テッサ・トンプソンが本作に出演することになったと報じられた。2月10日、ジェニファー・ジェイソン・リーの出演が決まったとの報道があった。3月、オスカー・アイザックが起用されることになったと報じられた。
3部作の1作目しか参照していないことに関して、ガーランドは「私が脚色作業を開始したとき、3部作の中で刊行されていたのは『全滅領域』だけでした。著者が三部作を構想しているということは知っていましたが、手許には1作目しかなかったのです。この作品が三部作だという点について、あまり考慮しませんでした。」と語っている。そのため、この映画のストーリーは原作とはかなり異なっている。
2016年春、本作の主要撮影がロンドンで始まった。フロリダ州のセント・マークスでの撮影が予定されていたが、同地には木々が密集しすぎているという理由で取りやめとなった。その代替地として選ばれたのがウィンザー・グレート・パークであった。7月13日と14日にはノーフォークでの撮影が行われた。

## 公開
テスト試写での反応が今ひとつだったため、デヴィッド・エリソンはより幅広い観客に受けるような作りに変更するよう求めてきた。しかし、ガーランドとスコット・ルーディンはその要求を拒絶した。両者の対立は埋めることができず、2017年12月7日には、両サイドの対立とパラマウントの経営方針の変更が原因で、本作の全世界配給権がネットフリックスに売却されることになった。ただ、パラマウントはアメリカ合衆国と中国の配給権を手放さなかった。ガーランドはこの一件に関して「我々は大スクリーン向けの映画を作りましたが、小さな画面で見ることになったとしても、何の問題もありません。」と述べている。日本では、『アナイアレイション -全滅領域-』のタイトルで配信されている。

## 興行収入
本作は2018年2月23日、『ゲーム・ナイト』及び『エブリデイ』と同じ週に全米2012館で封切られ、公開初週末の興行収入は1000万ドルから1200万ドルと予想されていたとおり、1107万ドルを稼ぎ出した。週末興行収入ランキングでは初登場4位となっている。

## 評価

### 批評家の評価
本作は批評家から絶賛されている。映画批評集積サイトのRotten Tomatoesには207件のレビューがあり、批評家支持率は87%、平均点は10点満点で7.6点となっている。サイト側による批評家の見解の要約は「アナイアレイションは非常に野心的な―そして驚くほど奇妙な―テーマを掘り下げることで、SFの視覚効果の驚異とジャンル特有の直感的なスリルを増幅させている。同作の主題は観客を上演終了後に熟慮へと誘うであろう」となっている。また、Metacriticには49件のレビューがあり、加重平均値は79/100となっている。なお、本作のシネマスコアはCとなっている。

### ホワイトウォッシング批判
公開に先立って、アジア系のレナとネイティブ・アメリカンのハーフであるヴェントレス博士が白人女優によって演じられていることに批判が寄せられた。こうした批判に対し、ガーランドは「5人の女性キャラクターの出自が明らかになったのは『全滅領域』の続編である『監視機構』だが、脚本を執筆している段階で第2作は出版されておらず、従って私は同作を参照できなかった」「ストーリーを自己流に展開するために、撮影中も続編を読まなかった」と応答している。